# Bryodelphax lijiangensis
Espèce
Bryodelphax lijiangensis est une espèce de tardigrades de la famille des Echiniscidae. 

## Distribution
Cette espèce est endémique du Yunnan en Chine. Elle a été découverte à Lijiang vers 3 200 m d'altitude.

## Description
L'holotype mesure 172,5 µm. 

## Étymologie
Son nom d'espèce, composé de lijiang et du suffixe latin -ensis, « qui vit dans, qui habite », lui a été donné en référence au lieu de sa découverte, Lijiang.

## Publication originale
- Yang, 2002 : The tardigrades from some mosses of Lijian County in Yunnan Province (Heterotardigrada: Echiniscidae; Eutardigrada: Parachela: Macrobiotidae, Hypsibiidae). Acta Zootaxonomica Sinica, vol. 27, no 1, p. 53-64.